# Myrtea lens
Myrtea lens är en musselart som först beskrevs av Addison Emery Verrill och S. Smith 1880.  Myrtea lens ingår i släktet Myrtea och familjen Lucinidae. Inga underarter finns listade i Catalogue of Life.